# Geelkeelmiersluiper
De geelkeelmiersluiper (Myrmotherula ambigua) is een zangvogel uit de familie Thamnophilidae (miervogels).

## Verspreiding en leefgebied
Deze soort komt voor in zuidelijk Venezuela, noordwestelijk Brazilië en het uiterste oosten van Colombia.

## Status
De grootte van de populatie is niet gekwantificeerd maar de soort wordt omschreven als vrij algemeen. Op de Rode lijst van de IUCN heeft deze soort de status niet bedreigd.